# Kunbir pilosipes
Kunbir pilosipes är en skalbaggsart som beskrevs av Holzschuh 2003. Kunbir pilosipes ingår i släktet Kunbir och familjen långhorningar. Inga underarter finns listade i Catalogue of Life.